# Malpica de Arba
Malpica de Arba (Malpica d'Arba en aragonés) es una localidad española del municipio de Biota, perteneciente a la provincia de Zaragoza, en la comunidad autónoma de Aragón.

## Geografía
Pertenece a la comarca de las Cinco Villas, cuya capital es Ejea de los Caballeros, de la que dista unos 30 km por carretera, y a la provincia de Zaragoza, distando unos 100 km de la ciudad de Zaragoza. Su antiguo término municipal lindaba: al sur, con Biota; al este, con Luesia; al norte, con Luesia y Uncastillo, y al oeste, con Uncastillo.
Malpica se encuentra ubicada sobre un cerro, frente a la sierra de Uncastillo, con vistas al valle del río Arba de Luesia, uno de los brazos del río Arba, junto con el río Arba de Biel, existiendo a sus pies uno de los antiguos vados que permitían cruzar dicho río. Igualmente se encuentra en el punto de intersección con la cañada o ligallo que comunicaba, a través de Luesia, con los pastos estivales de los Pirineos, y, a través de Biota, con los pastos invernales de las Bardenas.
Al norte son visibles las estribaciones de la sierra de Santo Domingo, y desde la ermita, consagrada a Santa Ana, es perfectamente apreciable la llanada de las Cinco Villas, con las Bardenas. También destaca al sur el Moncayo.
El territorio que comprende empieza ya a sentir las estribaciones de la montaña, abandonando las zonas llanas existentes al sur. Como consecuencia, existen numerosas elevaciones, a veces fuertemente erosionadas, y valles en torno a diversos barrancos, desaguando la mayor parte hacia el este, en dirección al río Arba de Biel a pesar de encontrarse más cerca del Arba de Luesia.
En las partes más altas existen abundantes pequeñas encinas (carrascas o carrasqueras en el aragonés residual que se habla en la zona), así como diversos tipos de matorral en las zonas despejadas.
En los campos de su antiguo término se cultivaban especialmente cereales, que actualmente han quedado reducidos prácticamente al cultivo de la cebada. La antaño abundante huerta en la vega del Arba ha sido actualmente dedicada igualmente a la cebada.

## Historia
A juzgar por los restos encontrados, que abarcan períodos desde el Neolítico hasta la Edad Media, la zona ha mantenido constantemente la ocupación humana.
Como el resto de la comarca, estuvo poblada por los suessetanos, una rama del tronco belga del árbol de los celtas, llegados a la zona hacia el año 600 antes de nuestra era, y que están detrás de la propia etimología céltica del nombre del pueblo. Como el resto del territorio suessetano, debió sufrir la acometida de Aulo Terencio Varrón, y su territorio fue incorporado al de los vascones, vecinos occidentales y tradicionales enemigos de los suessetanos.
La romanización fue muy intensa en la zona, como atestiguan los restos existentes en el río Arba de una antigua presa que suministraba agua potable a la ciudad de Los Bañales, ya en término de Uncastillo, aunque colindante al núcleo de Layana.
También se conserva parte de una lápida funeraria en uno de los muros exteriores de la iglesia parroquial.
Con la caída del Imperio romano, la zona debió sufrir fuertes convulsiones, motivadas por las tribus vasconas, poco romanizadas, y por diversos movimientos de tipo social, como el de los bagaudas, convirtiéndose de hecho en retaguardia inmediata de la zona de combates entre vascones y visigodos. En dos o tres puntos son visibles algunas hiladas de piedra toscamente tallada, de gran tamaño, posiblemente resto de pequeñas murallas prerromanas.
En el año 711, con la invasión de los musulmanes, la zona de Malpica debió quedar rápidamente bajo el control de éstos, por medio de la sumisión del conde visigodo Casio, que posteriormente dará el nombre a la familia conversa muladí de los Banu Qasi (literalmente, los hijos de Casius).
Desde los inicios de la reconquista cristiana, la zona queda bajo la dependencia feudal de Navarra, quedando Malpica desde el primer momento como parte integrante de la villa de Uncastillo, en tanto que aldea de la misma. Comparte así la rica historia de esta última villa.
Se conoce la existencia, desde al menos mediados del siglo XVI, de una cofradía que toma el nombre de la patrona del pueblo, Cofradía de Nuestra Señora de Diasol, disuelta seguramente a finales del siglo XIX.

Algunos estudios hacen constar el paso de la comitiva del pretendiente carlista por Malpica, con motivo de la llamada Expedición Real, tras haber procedido a algunas destrucciones en Uncastillo, pareciendo que tal vez el autoproclamado Carlos VI haya pernoctado en la localidad.

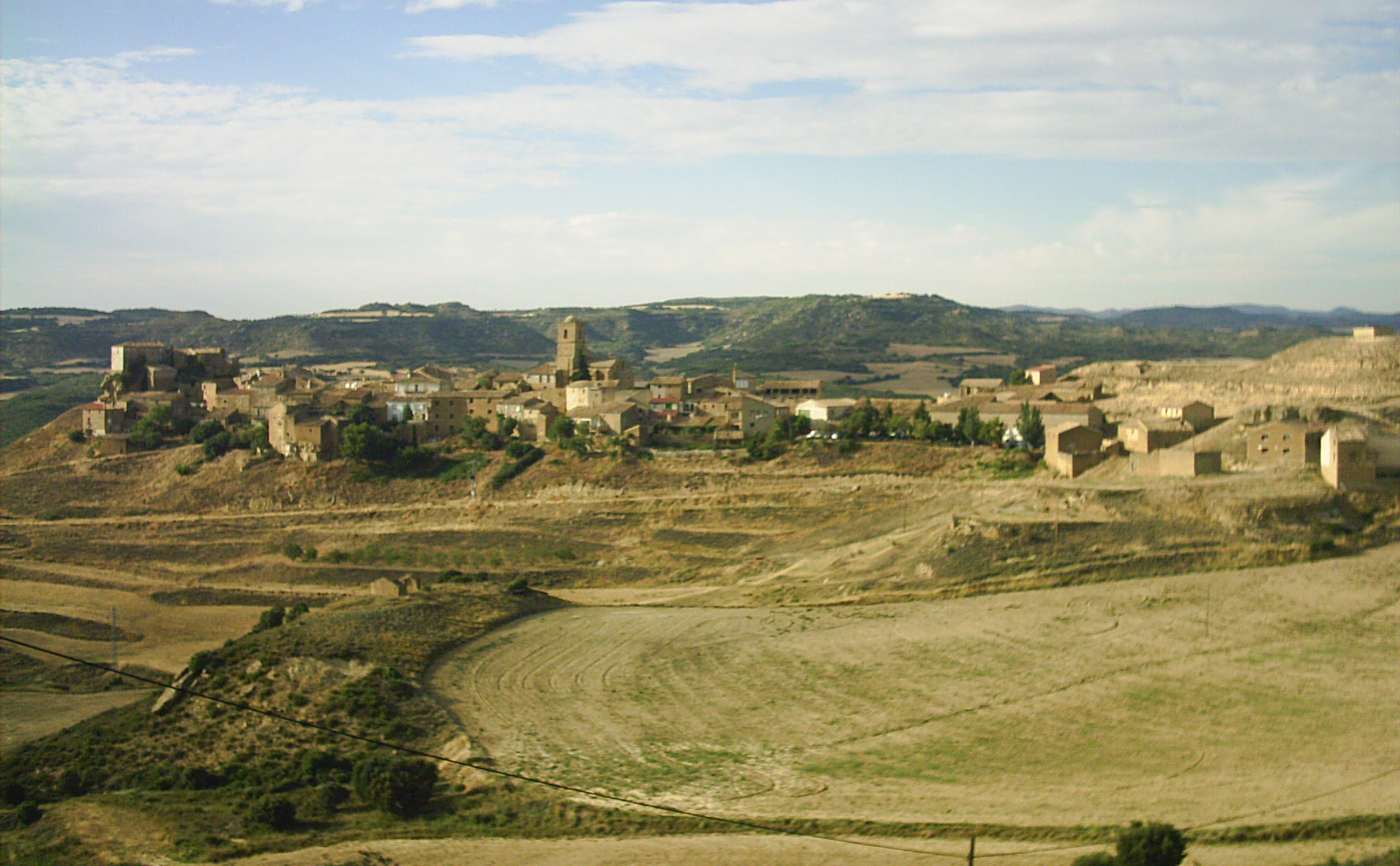
Malpica de Arba durante el verano de 2006.

A finales del siglo XIX, Malpica se constituye en ayuntamiento autónomo, coincidiendo con sus momentos de mayor esplendor humano. Hasta la reforma de la nomenclatura municipal de 1916 el municipio se llamaba simplemente Malpica. En dicha fecha su nombre fue modificado por el de Malpica de Arba. El municipio de Malpica de Arba desapareció en 1971, al ser incorporado al de Biota.

## Hábitat humano
Se trata de una población agrupada, y conforma un típico pueblo de piedra aragonés, abrazando una elevación central, en la que actualmente existe la iglesia parroquial, pero que hace sospechar la posibilidad de alguna antigua construcción defensiva. Está construida de forma que sus calles quedan protegidas del frío viento del norte (el famoso cierzo), con lo que resultan acogedoras en invierno, mientras que en verano su orientación permite igualmente aprovechar la sombra.
Aún se conservan casas blasonadas, y existieron algunas otras, hoy lamentablemente desaparecidas, indicativas de la existencia en Malpica de varias familias infanzonas, constitutivas de la pequeña nobleza rural aragonesa, como queda recogido explícitamente en los Censos de Infanzones conservados en el Archivo Histórico Provincial de Zaragoza.
Un aspecto a destacar es la buena integración de las casas de la localidad en su entorno, hecho propiciado por la utilización como piedra de construcción de piedra extraída del propio lugar, como es visible en un fragmento de peña desprendida a punto de caer al cauce del río Arba.
Fuera del casco urbano, existieron diversos molinos y corrales, hoy en su mayor parte reducidos a ruinas, aunque alguno de ellos aún subsiste. Antaño en su mayor parte estuvieron ocupados, sea como vivienda permanente sea al menos como vivienda estacional en épocas de concentración del trabajo agrícola, como la época de la siega, en la que Malpica recibía buen número de jornaleros para hacer frente al trabajo. Igualmente solían residir en ellas los pastores y repatanes que cuidaban los abundantes rebaños (especialmente ovino y caprino).
Hoy subsisten pocos pozos, con motivo de que cada vez es más frecuente la aridez del terreno, pero aún se conservan algunos, que documentan la riqueza acuífera del lugar. Al menos alguno de ellos contaba con escaleras de acceso talladas en la roca, estando cubierto con cúpula de piedra.

## Demografía
| Gráfica de evolución demográfica de Malpica de Arba entre 1842 y 1970 |
| |
| Población de derecho según los censos de población del INE Población de hecho según los censos de población del INEEn estos censos se denominaba Malpica: 1842, 1857, 1860, 1877, 1887, 1897, 1900 y 1910 Entre el censo de 1981 y el anterior, este municipio desaparece porque se integra en el municipio 50051 (Biota) |

| 150                       | 269 | 222 | 242 | 241 | 265 | 292 | 280 | 274 | 241 | 164 | 103 | 25 | 22 | 18 | 17 | 16 | 14 | 14 |
| (Fuente: INE [Consultar]) |     |     |     |     |     |     |     |     |     |     |     |    |    |    |    |    |    |    |

## Comunicaciones
Modernamente su acceso principal es a través de una carretera asfaltada procedente de Biota, y recientemente se ha asfaltado la carretera que conduce hasta Uncastillo.
Una pista ocupa la superficie del antiguo ligallo que la unía a Luesia, al tiempo que el camino procedente de Uncastillo lleva, por el este, hacia Asín, Rivas o Farasdués.

## Economía
Tradicionalmente, como corresponde a la zona, Malpica ha vivido de la agricultura y de la ganadería, complementadas con la abundante caza menor y mayor y con la apicultura. Un recurso hoy desaparecido, y que cita el Diccionario geográfico-estadístico-histórico de España y sus posesiones de Ultramar de Pascual Madoz, que sobrevivió al menos hasta mediados del siglo XX, fue la pesca de angulas, que se acompañaba de algunas otras especies de peces de río, como barbos o madrillas.

## Patrimonio

### Iglesia parroquial

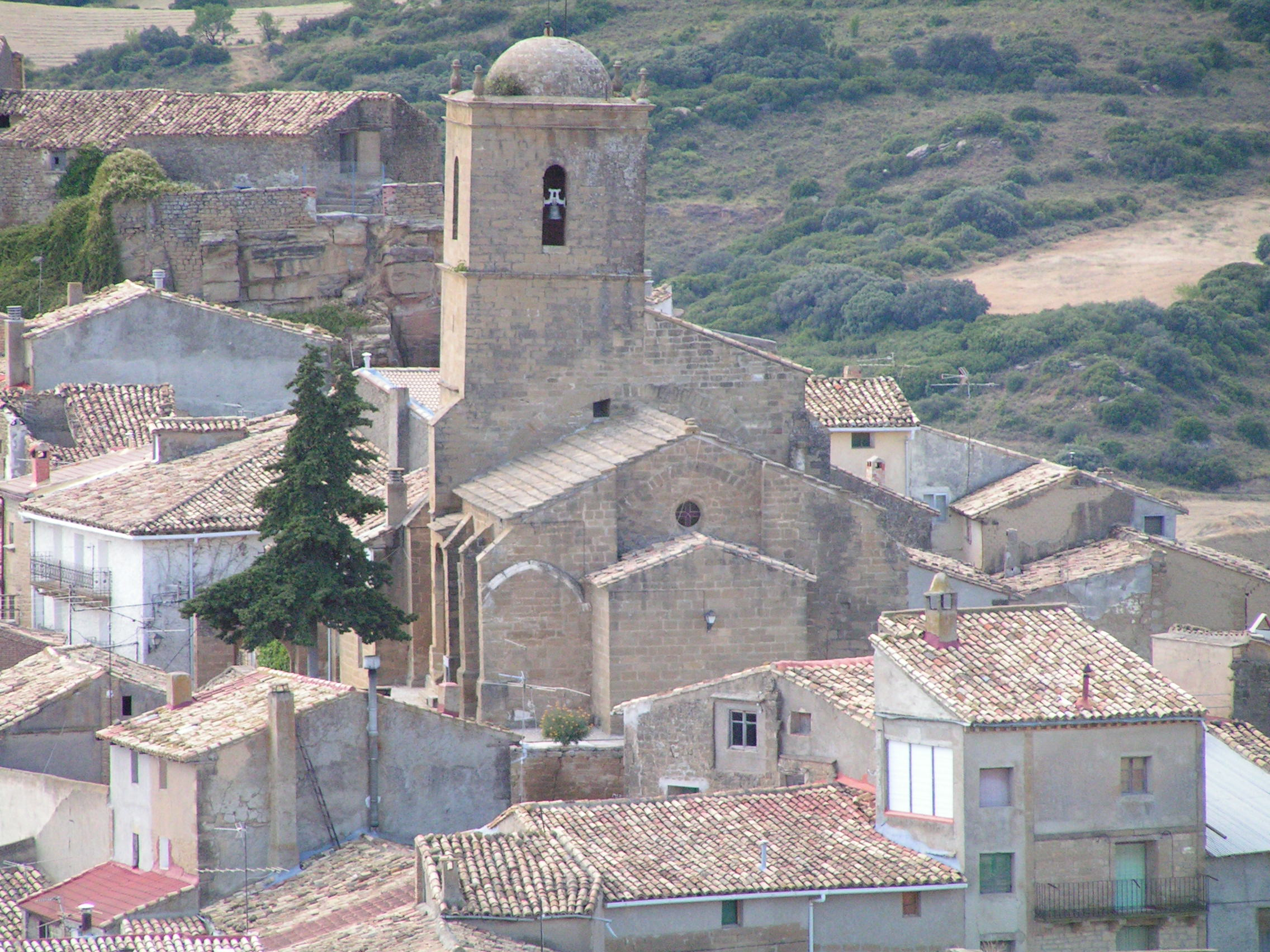
Iglesia de Malpica

La iglesia parroquial está consagrada a una advocación local de la Virgen, Nuestra Señora del Día y del Sol, popularmente conocida como Diasol.
Está ubicada en el centro del pueblo, sobre una elevación de origen seguramente natural, pero reforzada mediante obra humana, dotándola de un aspecto abaluartado, lo que se pone todavía más de manifiesto con su acceso cerrado.
Se trata de una iglesia sencilla, de planta románica, aunque profundamente remodelada en el año 1703, según reza en su propia fachada, y que sufrió hace pocos años una intensiva restauración, que pretendía reforzar aún más su imagen románica.
Dispone de una torre cuadrada exenta, con remate circular, con apariencia constructiva anterior al siglo XVI, y que mantiene pequeñas saeteras en su tramo inferior, índice todavía de mayor antigüedad, al menos para esta parte.

### Ermita de Santa Ana
La ermita, consagrada a Santa Ana, se encuentra ubicada en la cima de una colina muy cercana al pueblo, en la que modernamente ha sido construido el cementerio municipal. Ocupa exactamente la cima de la colina, rocosa, habiendo sido excavada y aplanada su superficie para la constitución de la planta de la ermita.
No posee estilo arquitectónico definido, si bien su planta hace pensar en una construcción románica, tal vez incluso más antigua, y además de la puerta de acceso únicamente contiene una abertura en su ábside, orientada hacia el sur/suroeste.
Tradicionalmente es objeto de una misa en las fechas correspondientes a Santa Ana, es decir, el 25 de julio, aunque la celebración en la ermita está siendo sustituida por la celebración en la iglesia parroquial.

### Fuente del Diablo

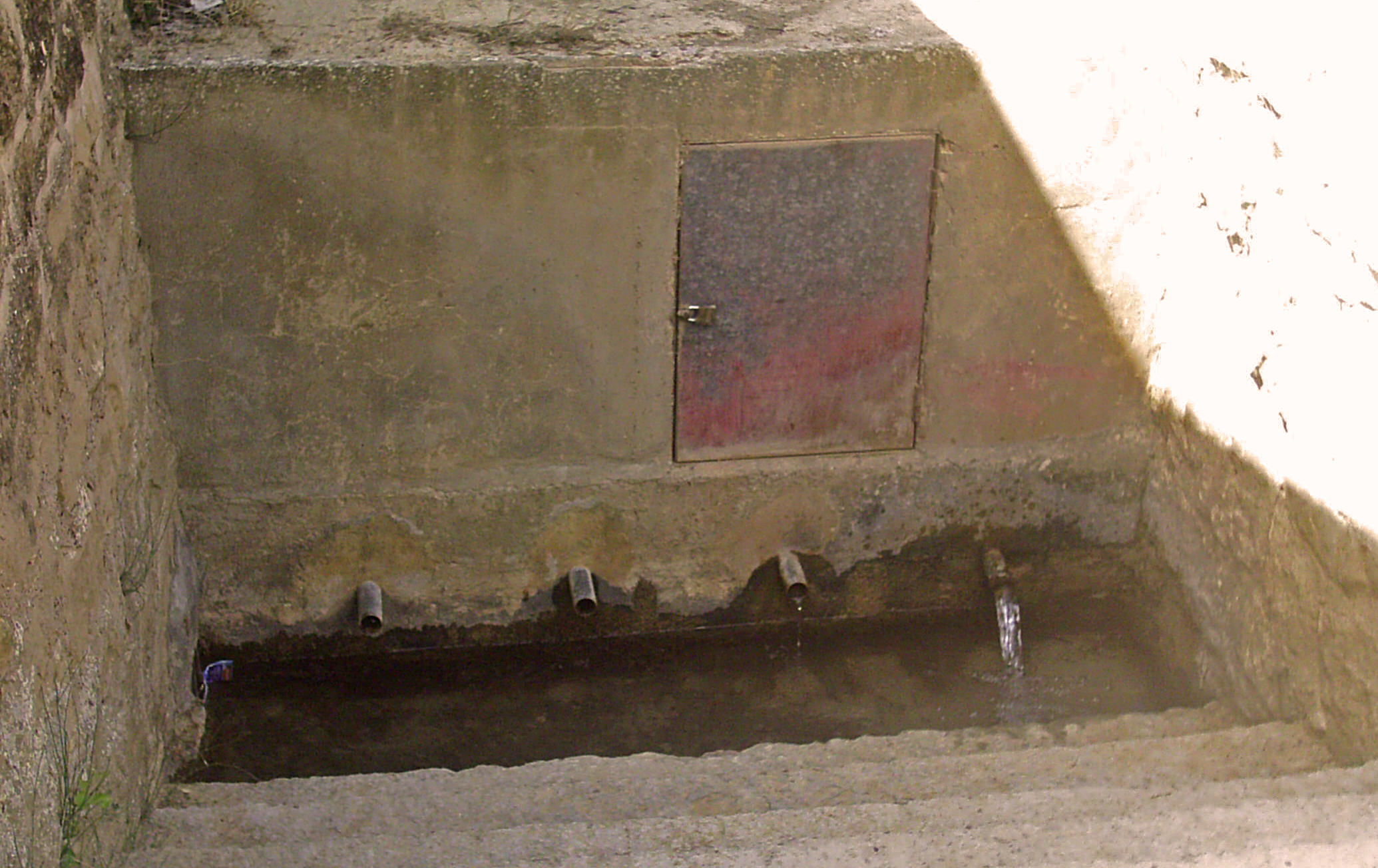
Fuente del Diablo en 2006

Ubicada a la misma orilla del río Arba, a pie del pueblo, se trata de una construcción moderna, actualmente adaptada para la realización de fuego para cocinar a cubierto, aprovechando unas anteriores construcciones cuyo uso era el de lavaderos municipales, aprovechando el sobrante del caudal de la fuente.
La fuente en sí presenta actualmente varios caños, aunque la mayoría sin manar agua, ya que su caudal es utilizado para abastecimiento de aguas de Biota, y su acceso consiste en escaleras excavadas por las que se accede a los caños, ubicados bajo el nivel del suelo.
La fuente no suele secarse nunca, la temperatura del agua es muy fría en verano, mientras que en el invierno es más tibia.
Justo al lado de la fuente, se encontraban antaño los contrafuertes del embalse de época romana, que transportaba agua hasta lo que hoy se conoce como Los Bañales. En realidad, es una ciudad romana asentada sobre un antiguo poblado prerromano. Cabe suponer que el caudal de la fuente se incluía en el agua embalsada por la presa.

## Festividades
Actualmente, las fiestas se celebran durante el fin de semana correspondiente a la festividad de Santa Ana, a la que está consagrada la ermita antes citada, el 26 de julio, coincidiendo con el nacimiento del hijo predilecto del pueblo, y a su vez pregonero pionero honorífico de las fiestas 2019. Posiblemente como supervivencia de antiquísimos vínculos, es tradicional la celebración de la romería a Los Bañales, en la que acuden, en días alternos, varios pueblos de las cercanías. Recientemente se intenta recuperar esta tradición, tras años de no haber sido celebrada.

## Gastronomía
Entre las tradiciones navideñas cabe destacar la del llamado vino cavo, consistente en una cocción en vino de diversas especias y frutas vegetales, como por ejemplo el membrillo (o codoñera en aragonés).
Forman parte igualmente de la cocina tradicional las diversas variantes de las migas, así como diversas preparaciones a partir de la carne de cordero, de cerdo o de animales de caza, como conejo, liebre o jabalí.
Entre los postres, destacan las farinetas, así llamadas por ser ingrediente básico la harina (farina en aragonés).